# Commelina agrostophylla
Commelina agrostophylla är en himmelsblomsväxtart som beskrevs av Ferdinand von Mueller. Commelina agrostophylla ingår i släktet himmelsblommor, och familjen himmelsblomsväxter. Inga underarter finns listade.